# Osbeckia
Osbeckia är ett släkte av tvåhjärtbladiga växter. Osbeckia ingår i familjen Melastomataceae.

## Bildgalleri

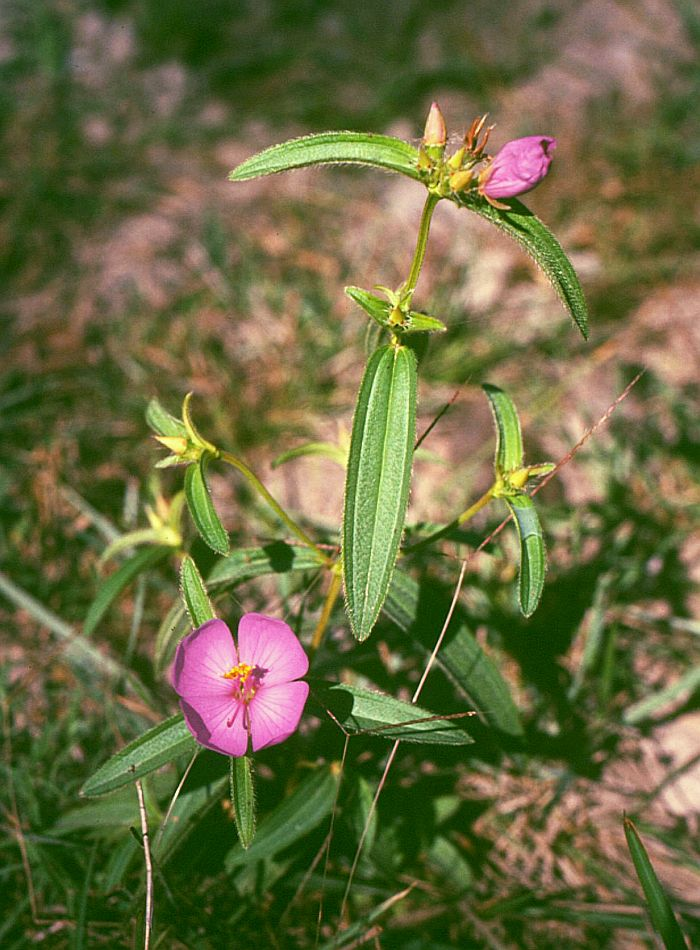
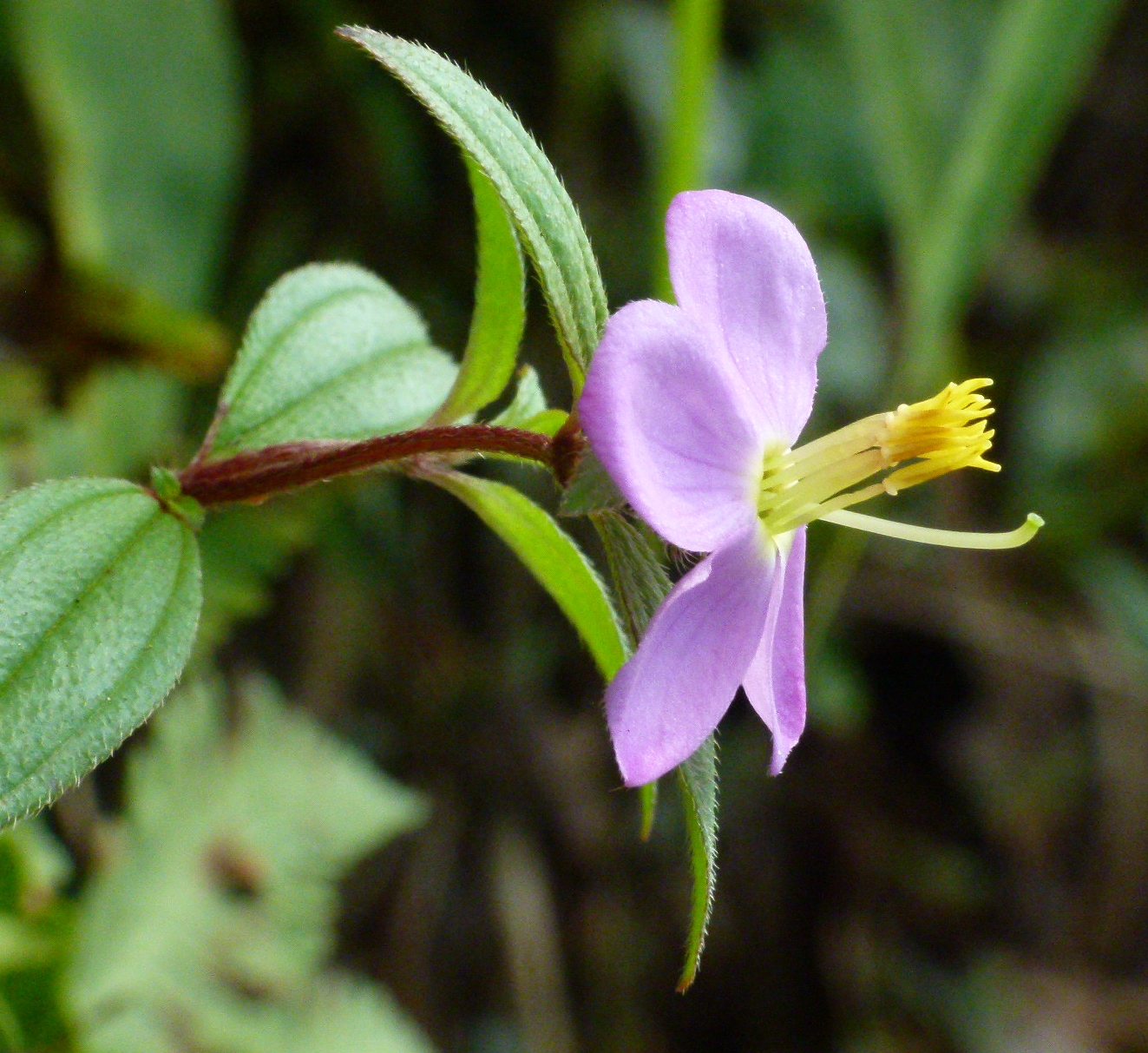
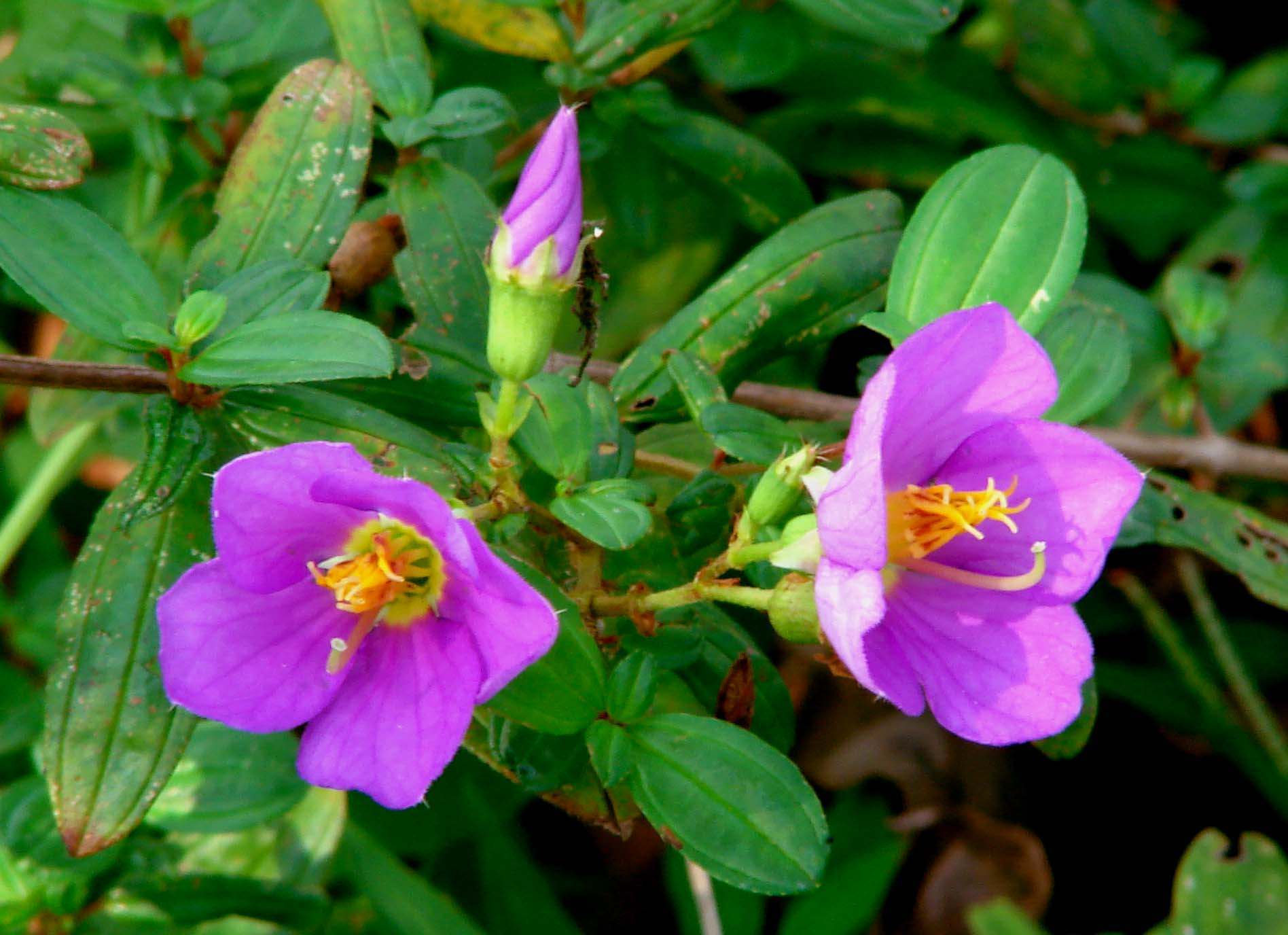

## Dottertaxa tillOsbeckia, i alfabetisk ordning[1]
- Osbeckia aspera
- Osbeckia aspericaulis
- Osbeckia australiana
- Osbeckia bicolor
- Osbeckia brachystemon
- Osbeckia buxifolia
- Osbeckia capitata
- Osbeckia chinensis
- Osbeckia cochinchinensis
- Osbeckia dolichophylla
- Osbeckia ericoides
- Osbeckia gracilis
- Osbeckia lanata
- Osbeckia leschenaultiana
- Osbeckia melastomacea
- Osbeckia moonii
- Osbeckia muralis
- Osbeckia nepalensis
- Osbeckia nutans
- Osbeckia octandra
- Osbeckia parvifolia
- Osbeckia reticulata
- Osbeckia rheedii
- Osbeckia rubicunda
- Osbeckia setoso-annulata
- Osbeckia stellata
- Osbeckia thorelii
- Osbeckia walkeri
- Osbeckia virgata
- Osbeckia wynaadensis
- Osbeckia zeylanica